# Campus Ladies
Campus Ladies est une sitcom américaine créée par Carrie Aizley et Christen Sussin, diffusée sur Oxygen entre le 8 janvier 2006 et le 2 février 2007.

## Distribution

### Acteurs principaux
- Christen Sussin : Barri Martin
- Carrie Aizley : Joan Beamin
- Derek Carter : Drew Penniger
- Jonah Hill : Guy Ferguson
- Miranda Kent : Paige Hollister
- Amir Talai : Abdul

### Acteurs récurrents
- Danielle Weeks : Phoebe
- Natalie Garza et Nicole Garza : Faith et Harley
- Jessica Radloff : Marni

### Acteurs invités
- Jane Kaczmarek : l'amie de Joan et Barri
- Will Forte : Stuart
- Catherine Reitman : Mary
- Sean Hayes : Marshall
- Rob Riggle : Glen
- Dan Castellaneta : Dean Dewey
- Ian Gomez : Roger
- Anthony Anderson : James
- Maya Rudolph : Professeur Theresa Winslow Fabré
- Mindy Sterling : l'officière UMW
- Jason Alexander : un professeur
- Jeff Garlin : M. Hubney
- Beverly D'Angelo : elle-même
- Justin Long : Connor
- Nick Offerman
- Megan Mullally : Mlle Powell
- Janeane Garofalo
- Fred Willard : un médecin
- Paul Reubens
- Darby Stanchfield : Mikka
- Clark Duke : Elliot
- Kevin Nealon : Kevin
- Penny Marshall
- Oscar Nuñez
- Hunter Parrish : l'infirmier
- Susan Yeagley : Susan
- Jackie Geary : Lisa
- Robert Hoffman : Evan
- Eric Price : un geek
- Jane Lynch : une professeure
- Edie McClurg
- Julia Duffy
- Kate Micucci : une fille moins sexy
- Courtnee Draper : Lara
- Jesse Heiman : un étudiant

## Production

### Fiche technique
- Titre : Campus Ladies
- Création : Christen Sussin et Carie Aizley
- Réalisation : Sean K. Lambert, David Steinberg, Dan O'Connor, Jason Alexander, Rusty Cundieff et Cheryl Hines
- Scénario : Carrie Aizley, Christen Sussin et Paul Young
- Photographie : Clyde W. Smith et Bill Sheehy
- Montage : Cole Kennedy, Christian Hoffman, Brent Carpenter et Girolamo Messina
- Musique : Rick Butler, Fred Rapoport et Greg Russell
- Casting : Marisa Ross et Alyson Silverberg
- Production : Brian Hall
  - Production associée : Geoff Garrett
  - Production déléguée : Kevin Kopelow, Heath Seifert, Cheryl Hines, Peter Principato, Paul Young, Carrie Aizley, Christen Sussin et Billy Grundfest
  - Production codéléguée : E. Brian Dobbins
  - Supervision de la production : Richard G. King
  - Production consultative : Brian Keith Etheridge
- Société de production : Principato-Young Entertainment
- Société de distribution : Oxygen
- Pays d'origine :  États-Unis
- Langue originale : anglais
- Format :
- Genre : Sitcom
- Durée : 30 minutes

 Sauf indication contraire, les informations mentionnées dans cette section peuvent être confirmées par la base de données cinématographiques IMDb,  présente dans la section « Liens externes ».

## Épisodes

### Première saison
1. Pilot
2. Night of the Condom
3. Lesbian Lovers
4. All Nighter
5. No Means No
6. My First Orgasm
7. Safety Bathroom
8. Drama Class
9. Fraternity Row
10. Spring Break

### Deuxième saison
1. The Dare
2. A Very Special Episode
3. Webcam
4. The Blind Leading the Blonde
5. Black Sorority
6. Psych 101
7. Safety First
8. The Last Supper
9. We Are Family
10. Foreign Exchange